# Bridgewater (Iowa)
Bridgewater é uma cidade localizada no estado americano de Iowa, no Condado de Adair.

## Demografia
Segundo o censo americano de 2000, a sua população era de 178 habitantes. 
Em 2006, foi estimada uma população de 167, um decréscimo de 11 (-6.2%).
Ainda segundo o censo de 2000, existem 105 habitações com uma densidade de 139,8/km². A população é constituída por 99,44% de caucasianos e 0,56% de hispânicos.
Das 105 casas, 17,2% tem crianças com menos de 18 anos, 52,9% com casais, 4,6% com mulher solteira.

## Geografia
De acordo com o United States Census Bureau tem uma área de 
0,7 km², dos quais 0,7 km² cobertos por terra e 0,0 km² cobertos por água. Bridgewater localiza-se a aproximadamente 372 m acima do nível do mar.

## Localidades na vizinhança
O diagrama seguinte representa as localidades num raio de 24 km ao redor de Bridgewater. 